# KSDL (Hörfunksender)
Koordinaten: 38° 42′ 16″ N, 93° 13′ 42″ W
KSDL (Branding: "Bob FM") ist ein US-amerikanischer Hörfunksender aus Sedalia im US-Bundesstaat Missouri. Musikschwerpunkt sind Variety Hits. Eigentümer und Betreiber des Radios ist Double O Radio aus Charleston im US-Bundesstaat South Carolina. KSDL ist auf der UKW-Frequenz 92,3 MHz empfangbar.